# 耶穌會縮減地

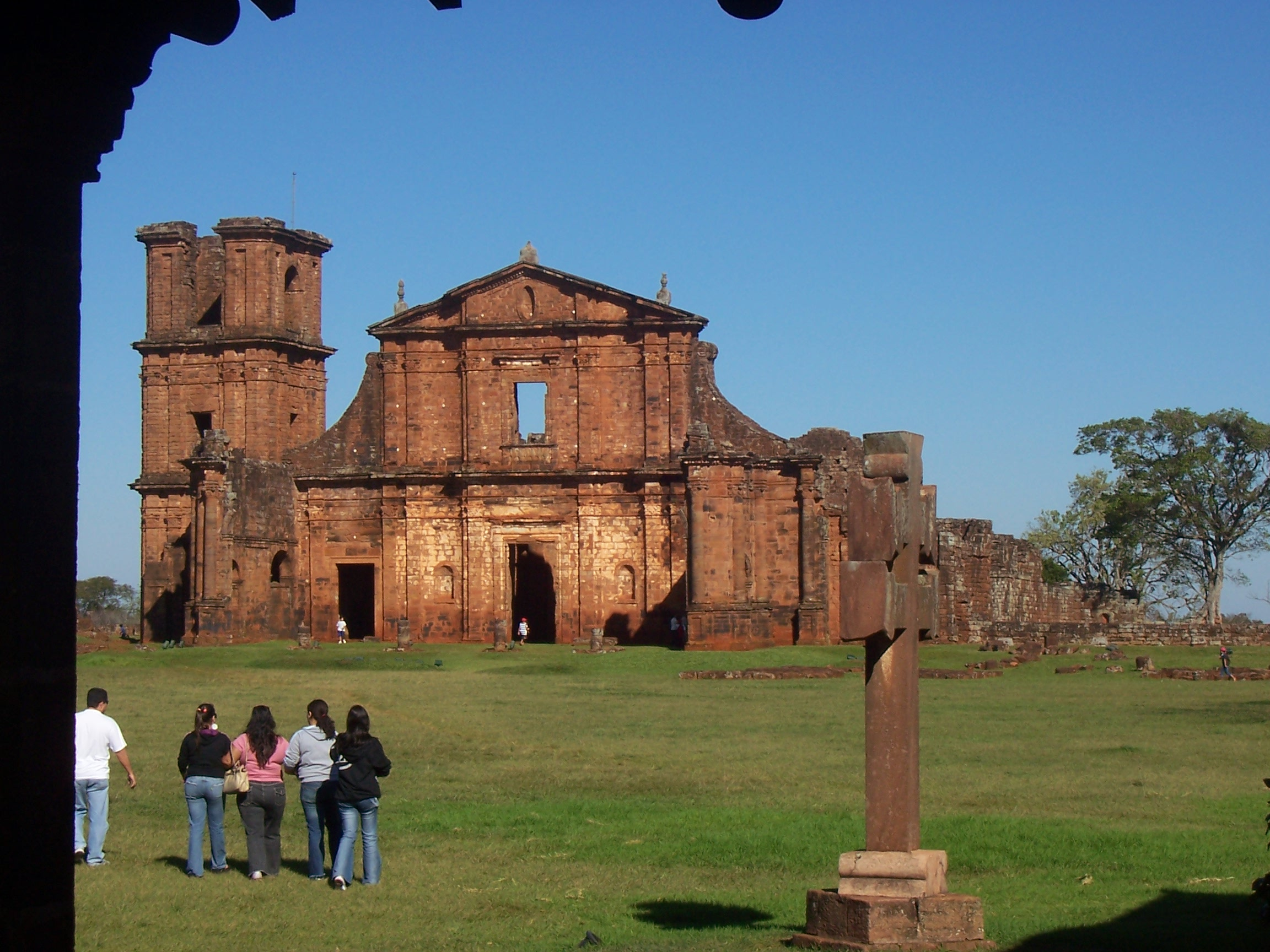
巴西的耶穌會縮減地聖米格爾傳教團遺址

在玻利維亞康塞普西翁（聖克魯斯）保存完好，用土磚裝飾的教會

耶穌會縮減地（英語：Jesuit reduction），又稱耶穌會傳道村、耶穌會傳道區、耶穌會傳道所，是17與18世紀耶穌會在南美洲爲原住民建立的聚居地，主要位於巴西、巴拉圭和阿根廷的南里奧格蘭德地區。
西班牙與葡萄牙帝國在南美洲殖民地將原住民集中到“印第安縮減地”（英語：Indian reductions；西班牙語：reducciones de indios）；葡萄牙語：redução （複數形 reduções）的社區，以傳播基督教和歐洲文化。
耶穌會在今日巴拉圭、巴西、阿根廷三國邊界區域，針對瓜拉尼人建立縮減地。後來也在今阿根廷，巴西和玻利維亞的部分區域建立縮減地。耶穌會教士試圖建立一個“國中之國”，讓美洲原住民在耶穌會士的帶領下保持自治，隔絕於西班牙殖民者和西班牙統治之外。 吸引原住民進入縮減地的主要因素之一，是縮減地提供保護，使其免受奴役與委託監護制的強制勞動。 
在耶穌會和原住民酋長的領導下，縮減地在西班牙殖民帝國範圍內具有高度自治。利用美洲原住民的勞力，縮減地的經濟相當成功。應對班德蘭特奴隸販子的入侵，建立了原住民的民兵，有效反擊葡萄牙殖民者。但耶穌會在某些歐洲國家遭到壓制（包括西班牙），1767年西班牙國王命令耶穌會撤出美洲，巴拉圭的縮減地就此終止。。  
1732年，在巴西、巴拉圭、阿根廷等國，耶穌會的三十個拉普拉塔河縮減地人口為141182人。玻利維亞東部的縮減地在1766年最高人口為25000人， 位於玻利維亞的貝尼稀樹草原（莫克索斯大平原， Llanos de Moxos） 的縮減地，在1720年有30000人口。
耶穌會縮減地曾被認為是“社會主義烏托邦” 和“基督教共產主義共和國”，但也有人批評他們經由瓜拉尼中間人，對原住民的生活進行“嚴格、嚴厲、吹毛求疵的管理”。.

## 歷史

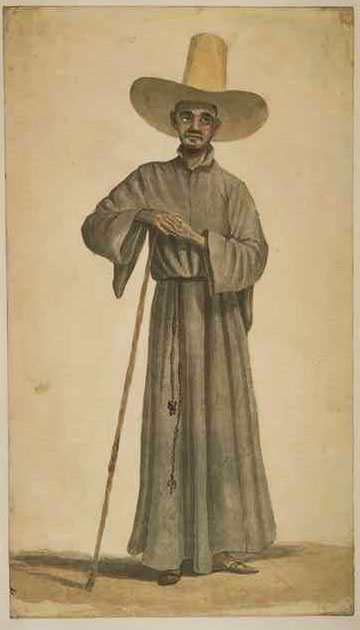
18世紀在巴西的耶穌會教士

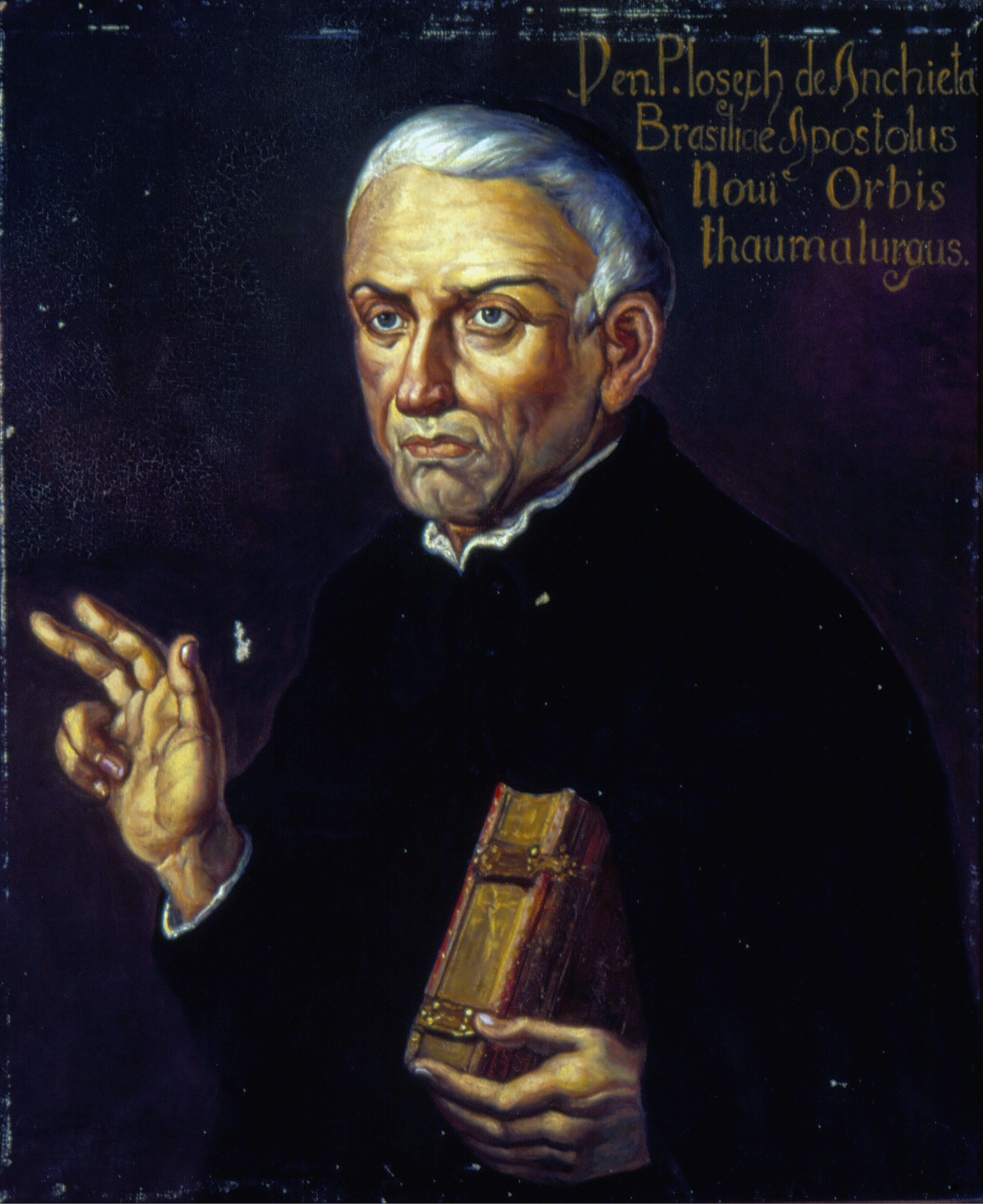
西班牙传教士何塞·安切塔是美洲最早的耶稣会士之一。

在16世紀，多個羅馬天主教修會開始進行美洲殖民教化，將基督教傳入原住民社區。殖民政府和傳教士認為可以將無固定住所的原住民族集中在稱為「集合化傳教村（reduction）」的社區內，以有效地治理，徵稅、傳教，從集合化傳教村讓美洲原住民接受歐洲人的生活方式與價值觀。在墨西哥稱為 congregación，採取瓦斯科-基羅加主教與加利福尼亞地區的方濟各會的收養院模式。在葡萄牙治理下的巴西則稱為aldeias。在殖民統治的法律下，美洲原住民被歸類為未成年人，與兒童同等，以由歐洲傳教士保護和引導救贖（皈依基督教）。
成立於1540年的耶穌會，在道明會和方濟各會之後，約在1570年才抵達美洲，於是前往殖民的前線尋找機會傳教。耶穌會縮減地起源於 17 世紀初，當時主教利扎拉加（ Lizarraga）要求派傳教士到巴拉圭。 11609年，在菲利普三世的指示下，亞松森的西班牙總督和巴拉圭的耶穌會省達成協議。耶穌會同意沿著巴拉那河的戰略要點設立村莊，將原住民聚居，與西班牙城鎮隔離。耶穌會教士則有十年免稅優惠（之後又延長）。傳教任務持續了150年，直到1767年耶穌會被驅逐。政府的目的則是利用集合化傳教村維護邊境安全、讓原住民接受歐洲文化。
1609年，三名耶穌會教士在今日巴拉圭的聖引那秀市建立第一個傳教村。往後的22年中，在瓜伊拉省（今日屬巴西巴拉那州的西部三分之二地區）成立了15個傳教村，分布範圍廣達100000平方公里 ，區內原住民人口約有100000人。
建立傳教村並非一帆風順。瓜拉尼族的薩滿巫師反對外來的新宗教，最初幾年裡有七名耶穌會傳教士被原住民殺害。 1618 年開始，一連串的的瘟疫在傳教村中殺死數千名瓜拉尼人。瓜拉尼人聚居在傳教村，反而有利於疾病傳播。 儘管如此，傳教村很快就有 40,000 名瓜拉尼人居住。 不過該區域仍有數以萬計的瓜拉尼人未居住於傳教村，仍然遵循傳統生活與宗教。
傳教村位於葡萄牙勢力範圍，1628年開始，來自聖保羅的班德蘭特奴隸販子對傳教村與非傳教村的瓜拉尼人進行大規模襲擊，摧毀了許多傳教村，村內人口銳減；奴隸販子認為聚居於傳教村的瓜拉尼人是更容易下手的目標。1631年至1638年，耶穌會將倖存的傳教村居民（約有12000人）向西南遷移到西班牙管轄範圍，也就是今天的巴拉圭、阿根廷、巴西三國交界處。 該地區已經有耶穌會傳教士，也有而遭遇類似事件而由烏拉圭和塔佩（巴西南里奧格蘭德州）遷移而來的瓜拉尼難民。有些傳教村在1680年以後重新建立。

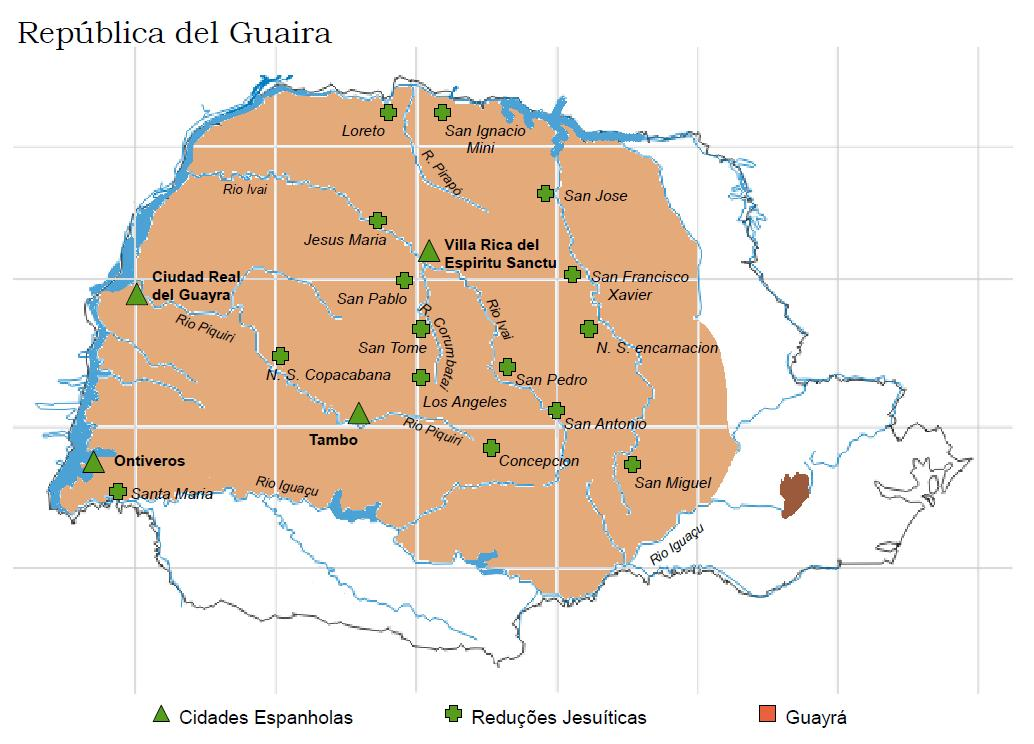
今日巴西的巴那拉州的地圖，棕色部分是當年的瓜伊拉省。耶穌會縮減地以十字標示。到了1638年所有的縮減地都遭遺棄，居民向西南遷移。

遷移後，耶穌會建立 30 個傳教村，統稱為拉普拉塔河傳教區。到 1641 年，儘管有奴隸販子和瘟疫，拉普拉塔河傳教區仍有36190位瓜拉尼人。 此後近一個世紀，傳教村內人口增加，到 1732 年達最大（141,242人）。
1640 年代，瓜拉尼人迫切需要保護自己免受奴隸販子的侵害。耶穌會教士開始武裝瓜拉尼人，在傳教村內製造槍支和火藥。 傳教區獲得西班牙王室的許可，也得到一些武器，組織傳教村印地安民兵，以抵禦襲擊。德蘭特奴隸販子跟著進入西班牙境內的集合化傳教村。在 1641 年，瓜拉尼民兵在姆博羅雷戰役（battle of Mbororé）擊敗了至少1500名葡萄牙奴隸販子跟追隨他們的圖皮族人。  瓜拉尼民兵最終擴充到 4,000 人，其中騎兵特別優秀，穿著歐式制服，攜帶弓箭和火槍。
經過一個世紀，在1750年簽定的馬德里條約 (1750年)，西班牙將烏拉圭河附近的土地割讓給葡萄牙，包括烏拉圭河東邊的東方傳教區，使得這些傳教村被劃入巴西，原住民再度面臨更具壓迫性的葡萄牙威脅。耶穌會遵照條約，試圖將集合化傳教村的原住民遷移到烏拉圭河對岸，但在集合化傳教村出生的塞佩提阿納淤（Sepé Tiaraju）率領瓜拉尼民兵反抗，引起瓜拉尼戰爭，擊敗了西班牙軍隊，1754年簽署了瓜拉尼停戰協議；這個勝利使得集合化傳教村最終失敗之日延後到來。但1756年，西班牙和葡萄牙集結超過3000名的聯合部隊，鎮壓了瓜拉尼人；在戰役與之後的屠殺中，超過1500名瓜拉尼人死亡。
這時集合化傳教村被認為是對世俗統治的威脅，而耶穌會在歐洲遭受越來越多攻擊也影響了傳教村的發展。集合化傳教村在經濟上的成功（雖然並不是像一般常描述的那麼偉大），加上耶穌會的獨立性，成為讓世俗統治恐懼的因素。一些哲學家認為集合化傳教村是高尚的野蠻人的理想社區，孟德斯鳩在論法的精神（1748），以及盧梭（他並不是教會的擁護者），都提出讚賞。  這些複雜故事被浪漫化，如同電影教會（1986年）所示，劇情與1750年代的一小段時間的事件有關。

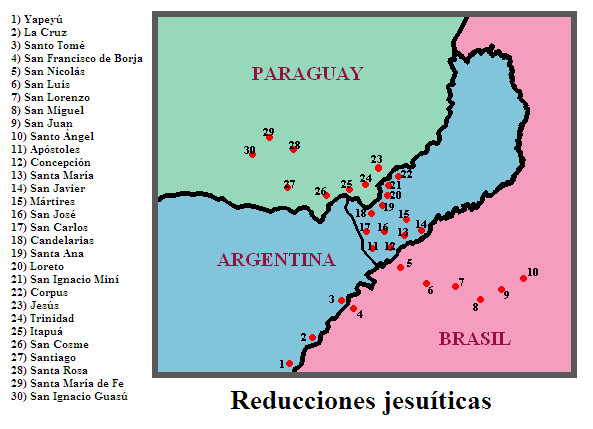
1631年至1767年之間，位於今日阿根廷、巴西、巴拉圭的重要耶穌會縮減地地圖

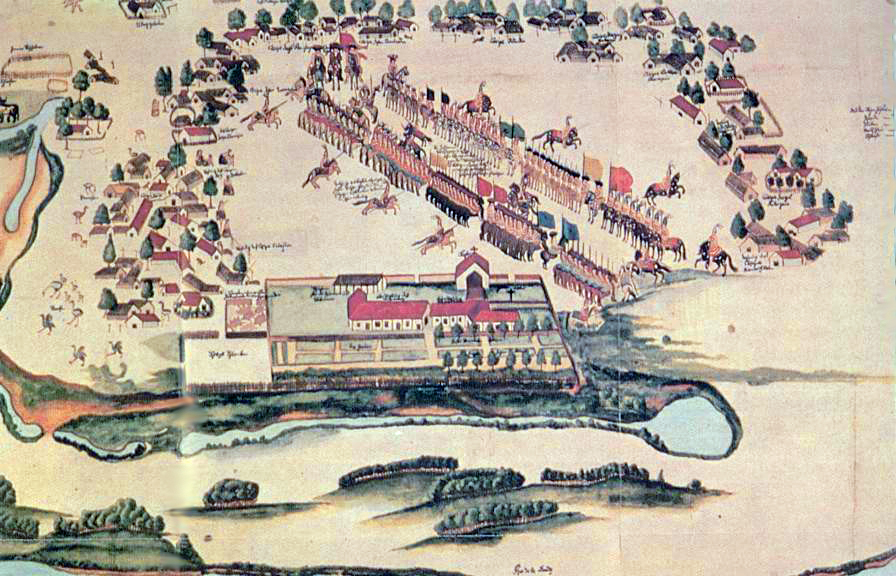
18世紀中葉，瓜拉尼騎兵

在1767年， 耶穌會被逐出西班牙王國，集合化傳教村變成為奴隸販子的襲擊目標，或是被融入歐洲殖民者社會，漸漸消失了。有一些集合化傳教村繼續有人居住，但大部分都被棄置成為廢墟。 阿根廷科爾多瓦是與集合化傳教村有關的最大的城市，是非典型的西班牙殖民村落，早於耶穌會，當時是耶穌會的運作中心，有一所新教士見習中心和學院（現在依然是當地的大學）。 1767年科爾多瓦傳教區被方濟各會接管。
許多傳教村已被宣布為聯合國教科文組織世界遺產，包括六個在玻利維亞齊規都斯的耶穌會傳教區，其它的則位於巴西、阿根廷和巴拉圭等地。此外，有兩種克里奧爾語（圖皮語（Língua Geral ）和亞馬遜通用語（Nheengatu））起源於傳教村中，其基礎是瓜拉尼語，圖皮語和葡萄牙語。

## 傳教村的生活

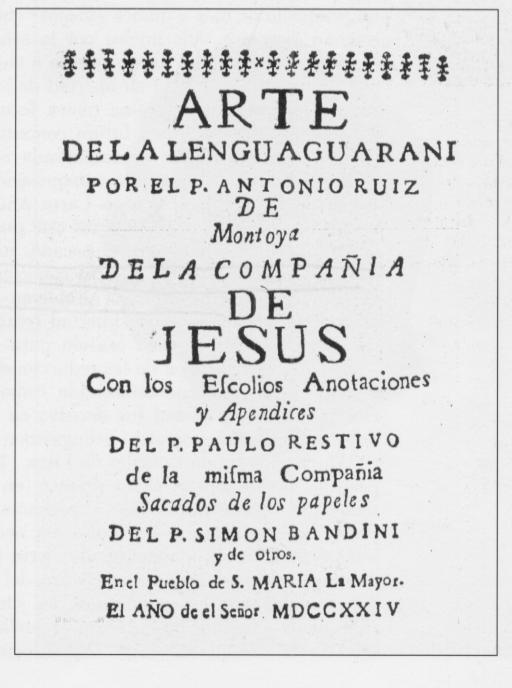
在1724 年由集合化傳教村兩位耶穌會教士至做的出版物的封面，以瓜拉尼語書寫

集合化傳教村的高峰期，大約有15萬原住民居住於40個村中，大部分屬於瓜拉尼、圖皮和齊規都斯族，以及在貝尼草原上的族群。
集合化傳教村有標準化的規劃：主要建築物（如教堂、學院、墓地，中間還有廣場）集中配置於寬闊廣場的一側，其他三面則是房子。每個村莊也提供房子給寡婦，還有醫院和倉庫。在廣場的中間有一個十字架和守護者的雕像。傳教村的管理人由原住民酋長擔任，但由耶穌會教士控制的。 每個集合化傳教村至少有兩名耶穌會教士，較大的傳教村有更多教士。
一般認為集合化傳教村的社會組織非常有效；大部分可以自給自足，甚至有多餘物品可以與其他社區交易；這帶來了耶穌會教士利用原住民勞力獲取巨大財富的印象。主要交易產品是他們的生牛皮和巴拉圭冬青（葉子可以泡成瑪黛茶飲用）。最初是從野外採集，但後來進行栽培。有些原住民得到了交易技巧與和技能，甚至包括以原住民語言進行印刷（大多是宗教文字），一些插圖版畫也出自原住民藝術家。實際上，傳教村在經濟上雖然成功，但難以說是耶穌會整體收入的重要來源。耶穌會對於其所管理下的原住民的強制程度，以及允許原住民文化的自由程度，仍有爭議。

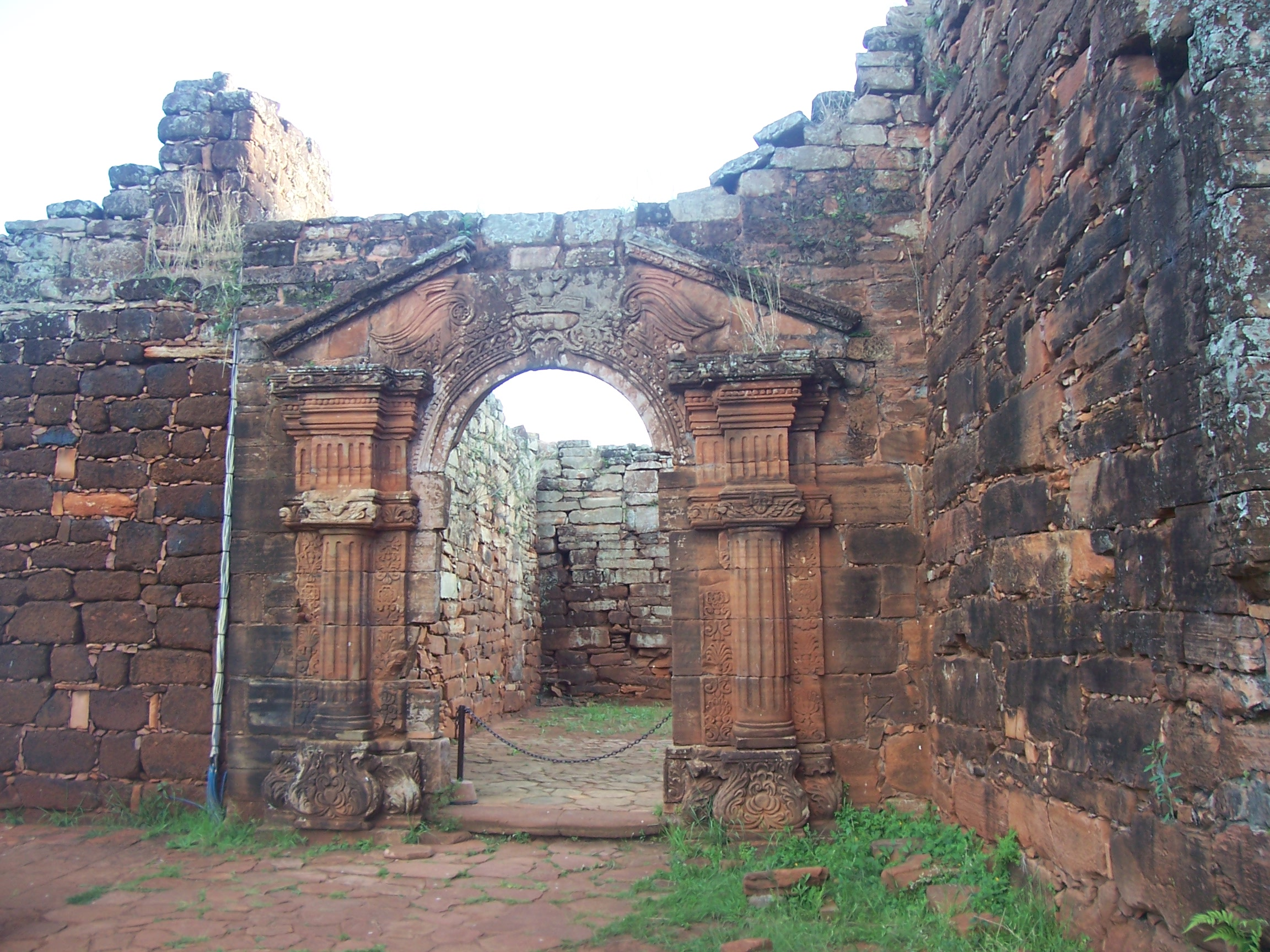
在聖伊格納西奧迷你（San Ignacio Mini ），集合化傳教村的教堂遺跡

主要建築物，尤其是教堂，主要是經過培訓的原住民工匠興建的巴洛克式建築。被遺棄兩個世紀以後，雖然精心雕刻的木質裝飾已經消失，遺跡依然令人印象深刻。最初的建築物通常是木造的，有時用灰泥裝修覆蓋，做成仿石材的巴洛克式建築。後來如果資源允許，就使用石材建築，有時規模龐大。玻利維亞傳教村保留了最好的木造土坯教堂。馬丁•施密德神父（1694年至1772年），瑞士耶穌會在集合化傳教村的領導人物，既是建築師也是作曲家，為後期集合化傳教村建築和音樂方面做出很多貢獻。

### 傳教村的佈局
現在仍有幾個傳道區的廢墟留存，從中可見有一致的計劃。在中心廣場的一側有教堂和庫房，居民所居住的長屋則排列在廣場的另外三面。 每個家庭都有自己的獨立隔間，但多個（可能高達一百個）家庭單位共用一個走廊和一個屋頂。 教堂是石頭或優質木材所建，有高塔，精緻雕刻和裝飾華麗的祭壇，以及由意大利或西班牙進口的雕像。神父住所、辦公處、馬厩、軍械庫、工坊和醫院，通常也是用石頭建造的，在教堂旁邊圍繞形成內部廣場。廣場本身是利用幾頭羊維持草地平整的草坪。原住民的房子有時是石造，但通常是以土磚或植物莖枝建成，有自製的家具和宗教的圖片－－一般也是原住民自製的。

## 傳教村的日常生活
傳道村的人口介於2,000到7,000人，小的傳教村有兩個神父，而較大的傳教村的神父較多。 在早晨由孩童唱聖歌，隨後是彌撒和早餐。之後眾人各自工作。
  耶穌會安排他們的新祭司領唱聖樂，並高舉聖像行進到廣場，社區每天在日出時進行這儀式。　沿路固定的間隔，設有不同聖人的神龕，他們在那祈禱，在神龕間吟唱讚美詩。　遊行隊伍前進途中，印第安人逐漸離去到各個領域進行工作，最後神父和侍祭與樂手獨自返回。:178f
中午，各工作組集合進行三鐘經祈禱，之後吃午飯，午睡，之後開始工作，直到傍晚。
晚飯後，頌唸玫瑰經後就寢。
陰雨天，眾人在室內工作。社區也經常有節日活動，有戰鬥演習，煙火，音樂會和舞蹈。
除了主要農場，每個人通常還有自己的果菜園，用以種植蔬果或是飼養家畜，以及種植巴拉圭冬青。耶穌會教士也傳入了歐洲商品和藝術。村中有時還有棉織布工，制革工，木工，裁縫，帽子製造工，箍桶工，造船工，銀匠，樂師和樂器製造工，畫師，甚至於車工等專業人士。他們也有印刷機，以及手工抄寫的手抄本。 
在教士的監督下，傳教村生產的物品（包括牛隻）販售到布宜諾斯艾利斯和其他的市場。所得利益分配給共同基金，勞工和其家屬。
傳教村非常重視教育，因為對幼童的訓練被視為未來成功的關鍵。　:503　大部分的教學使用瓜拉尼語，迄今仍是該國的通行語言，但也教學西班牙語。
| 年度 | 人口    | 備註             |
| ---- | ------- | ---------------- |
| 1641 | 36,190  |                  |
| 1700 | 86,173  | 1647年起穩定增加 |
| 1732 | 141,242 | 人口最多的時候   |
| 1740 | 73,910  | 瘟疫導致人口減少 |
| 1768 | 88,864  | 耶穌會被逐出     |
| 1801 | 45,637  | 縮減地衰退中     |

## 圖輯

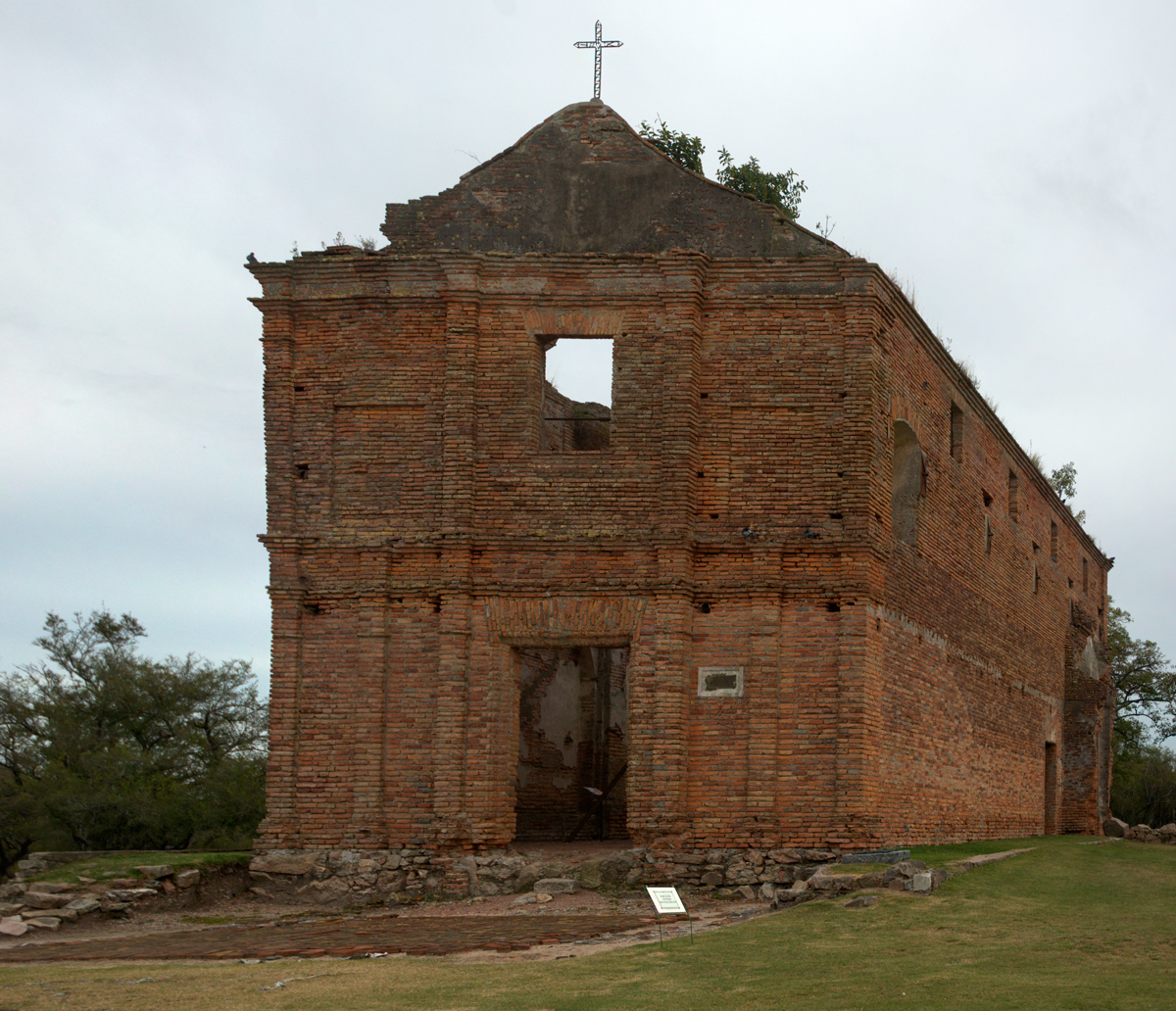
由耶穌會士興建的教堂，位於今日的烏拉圭境內，名為“Calera de las Huérfanas”的地方。

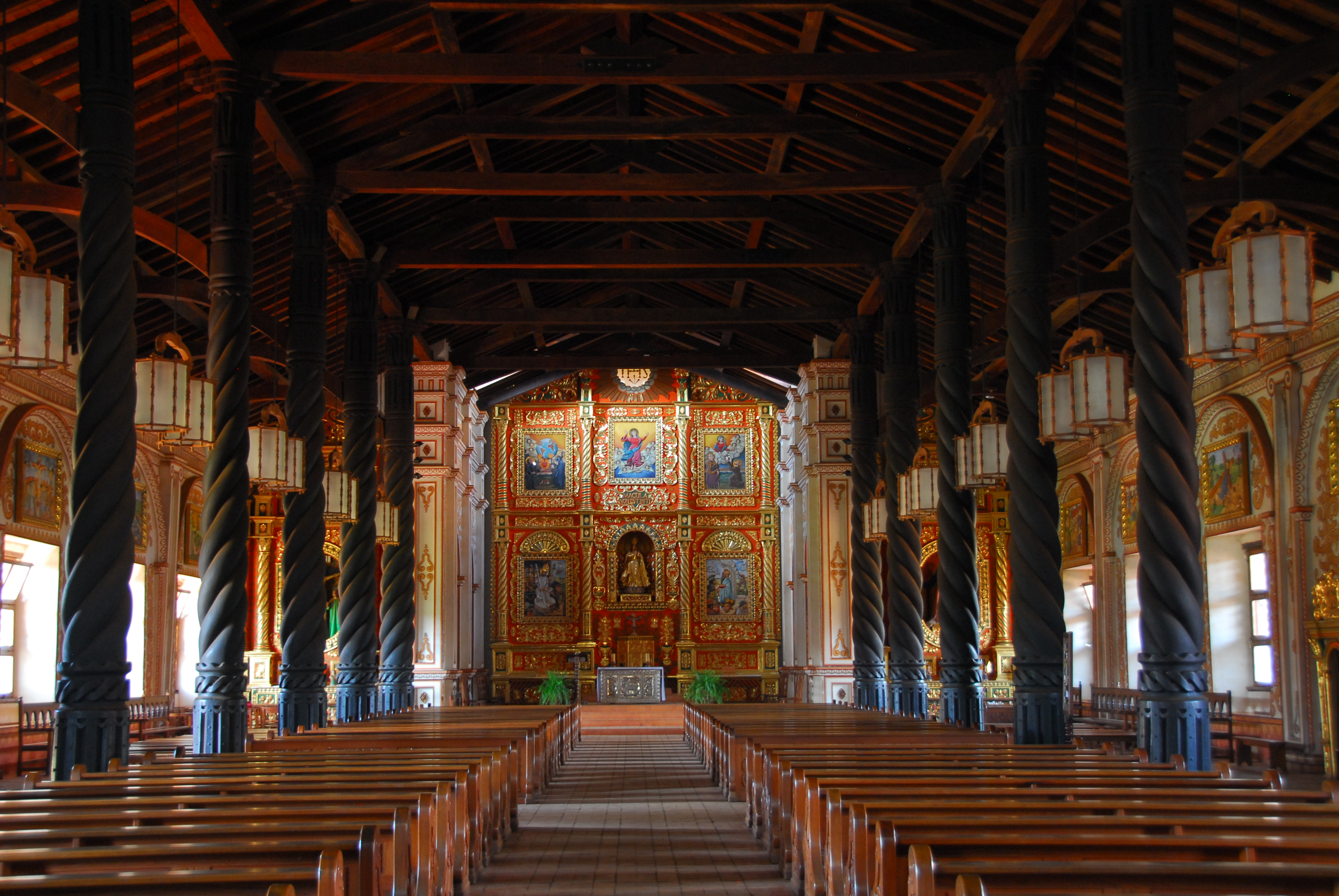
康塞普西翁木造教堂的內部（位於玻利維亞的聖克魯斯）
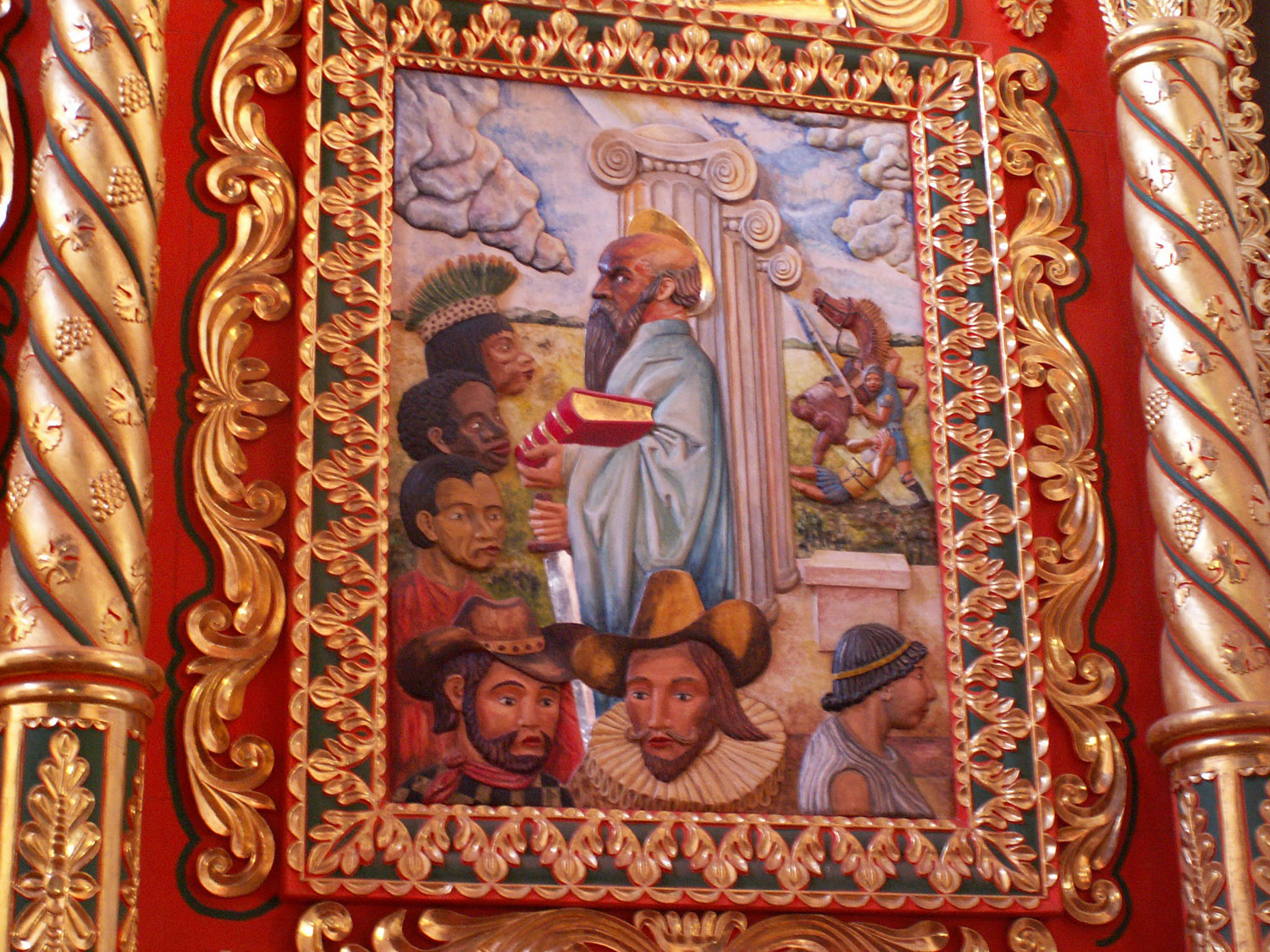
教堂內的木製浮雕
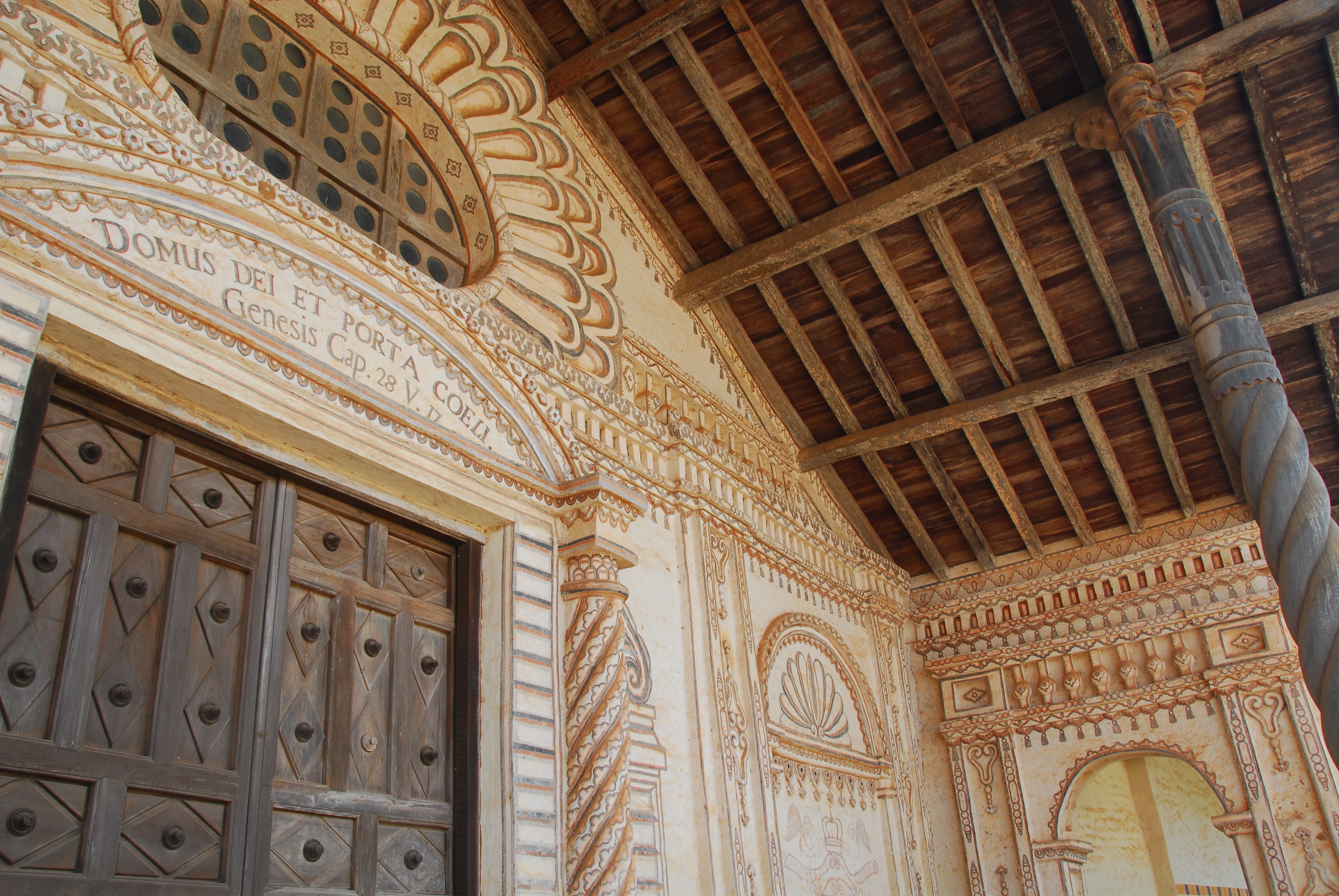
土坯立面，此建築位於玻利維亞聖克魯斯省紐弗洛·德·查韋斯區（Ñuflo de Chávez） 的聖哈維爾
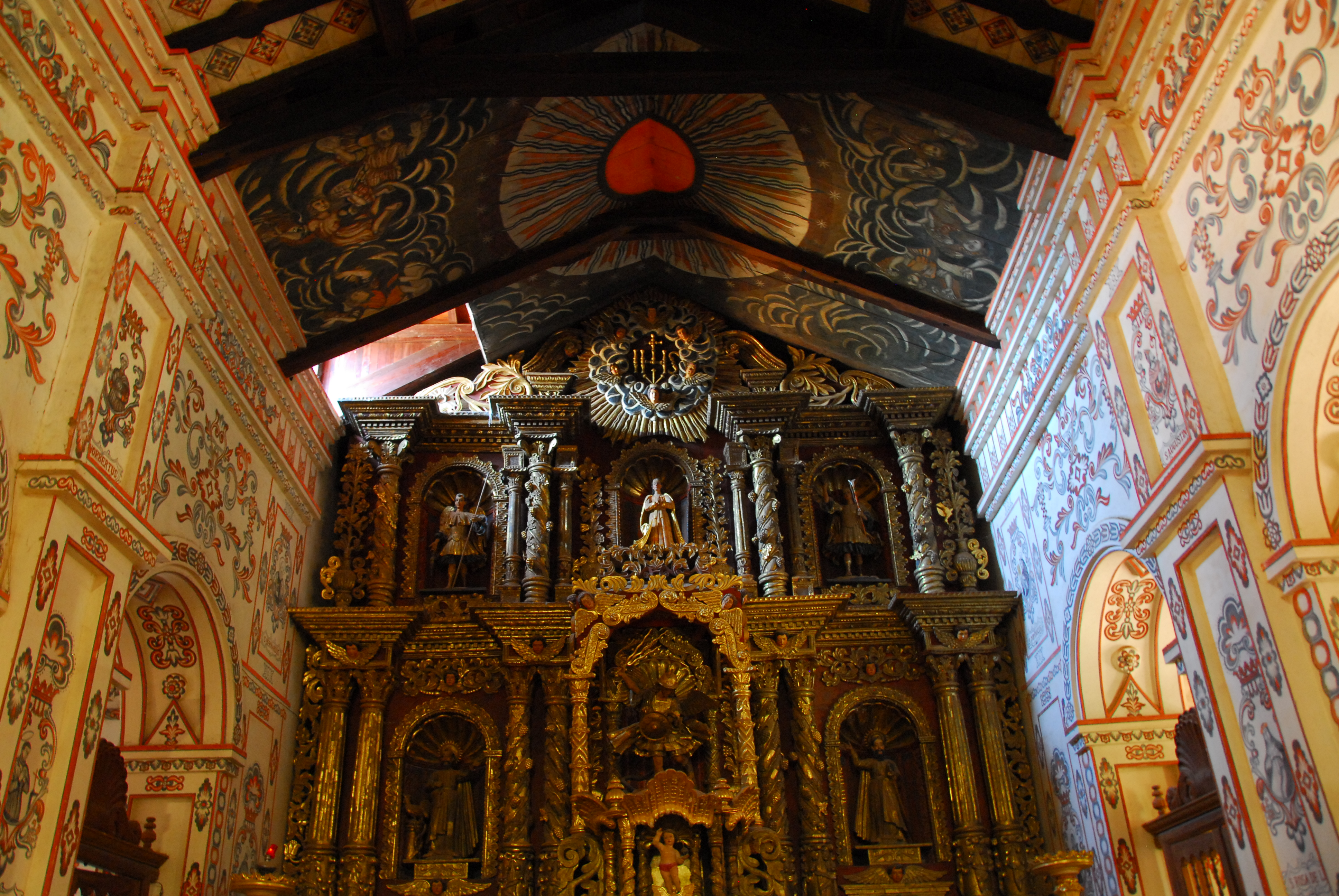
聖克魯斯 San Miguel de Velasco 的祭壇